# Yvonne Gall
Yvonne Gall   (17è districte de París, 6 de març de 1885 - 16è districte de París, 21 d'agost de 1972) fou una soprano francesa.

## Biografia
Gall va néixer el 6 de març de 1885 a París.
Es va formar al Conservatori de París i va debutar el 1908 a l'Òpera de París com a Woglinde sota la batuta d'André Messager a l'estrena de Götterdämmerung a París. Es va especialitzar en papers lírics francesos, en particular Marguerite, Manon i Thaïs, tot i que també va cantar alguns papers dramàtics com Tosca, Elsa i, finalment, Isolda.
Va cantar a les estrenes de les òperes de Raoul Gunsbourg com Le vieil aigle (1909), Le cantique des cantiques (1922) i Lysistrata (1923), i a l'estrena nord-americana de L'heure espagnole de Ravel.
Estava casada amb el director d'orquestra Henri Büsser.
Va morir el 21 d'agost de 1972 a París.

## Enregistraments
Gall va participar en un dels primers enregistraments d'òpera complets fets per "Pathé" amb François Ruhlmann amb el cor de l'Opéra-Comique: Roméo et Juliette de Charles Gounod (1912). Això va ser re-masteritzat per "Ward Marston" per als CD de VAI el 1994.